# Power Rangers : Dans l'espace
 (mars 2024).
La mise en forme du texte ne suit pas les recommandations de Wikipédia : il faut le « wikifier ».
Les points d'amélioration suivants sont les cas les plus fréquents. Le détail des points à revoir est peut-être précisé sur la page de discussion.
- Les titres sont pré-formatés par le logiciel. Ils ne sont ni en capitales, ni en gras.
- Le texte ne doit pas être écrit en capitales (les noms de famille non plus), ni en gras, ni en italique, ni en « petit »…
- Le gras n'est utilisé que pour surligner le titre de l'article dans l'introduction, une seule fois.
- L'italique est rarement utilisé : mots en langue étrangère, titres d'œuvres, noms de bateaux, etc.
- Les citations ne sont pas en italique mais en corps de texte normal. Elles sont entourées par des guillemets français : « et ».
- Les listes à puces sont à éviter, des paragraphes rédigés étant largement préférés. Les tableaux sont à réserver à la présentation de données structurées (résultats, etc.).
- Les appels de note de bas de page (petits chiffres en exposant, introduits par l'outil «  Source ») sont à placer entre la fin de phrase et le point final[comme ça].
- Les liens internes (vers d'autres articles de Wikipédia) sont à choisir avec parcimonie. Créez des liens vers des articles approfondissant le sujet. Les termes génériques sans rapport avec le sujet sont à éviter, ainsi que les répétitions de liens vers un même terme.
- Les liens externes sont à placer uniquement dans une section « Liens externes », à la fin de l'article. Ces liens sont à choisir avec parcimonie suivant les règles définies. Si un lien sert de source à l'article, son insertion dans le texte est à faire par les notes de bas de page.
- La présentation des références doit suivre les conventions bibliographiques. Il est recommandé d'utiliser les modèles {{Ouvrage}}, {{Chapitre}}, {{Article}}, {{Lien web}} et/ou {{Bibliographie}}. Le mode d'édition visuel peut mettre en forme automatiquement les références.
- Insérer une infobox (cadre d'informations à droite) n'est pas obligatoire pour parachever la mise en page.

Pour une aide détaillée, merci de consulter Aide:Wikification.
Si vous pensez que ces points ont été résolus, vous pouvez retirer ce bandeau et améliorer la mise en forme d'un autre article.
Chronologie
Turbo L'Autre Galaxie
Power Rangers : Dans l'espace (Power Rangers: In Space) est la sixième saison de la série télévisée américaine Power Rangers, adaptée du super sentai Denji Sentai Megaranger et produite par Saban Entertainment.
Composée de 43 épisodes de 24 minutes, elle a été diffusée aux États-Unis à partir du 6 février 1998 et en France en 1999 sur TF1 dans l'émission TF! Jeunesse. La série fut notamment disponible dans son intégralité sur Netflix.

## Synopsis
Quatre des Power Rangers Turbo (sans Justin qui est resté sur Terre) sont propulsés dans l'espace, afin de retrouver Zordon, kidnappé par Dark Specter. Ils se retrouvent face au Ranger rouge de l’espace, Andros, qui les intègre dans son équipe. Ainsi, le Ranger Turbo rouge devient bleu, et le vert devient noir. Le Ranger rouge apprend aux ex-Turbo Rangers que Zordon a été capturé par l'alliance maléfique de Dark Specter (dont fait partie Divatox). La nouvelle équipe, tout en protégeant la terre, cherche à sauver Zordon à travers l'univers à bord du fameux Astro Mégaship.
Durant leur périple, ils seront rejoints par Zhane, le Ranger de l'Espace argenté qui se dit être le plus puissant ranger qui existe, alors que celui-ci avait été cryogénisé dans l'Astro Mégaship plusieurs années auparavant après avoir été blessé au combat. Durant quelques épisodes,le Ranger fantôme ferra aussi son apparition pour aider les rangers dans leurs luttes contre les forces du mal.
Leurs aventures les mèneront également à affronter les Psycho Rangers, cinq rangers maléfiques créés par Astronema, sous-lieutenante de Dark Specter, pour détruire ce dernier et les rangers en même temps. Les Psycho Rangers ayant leur force reliée à Dark Specter, ils consument la force vitale de celui-ci en utilisant les pouvoirs. Ils apprendront également qu'Astronema est en réalité la sœur d'Andros, Karone kidnappée par Darconda quand elle était enfant, et que cette dernière a subi un lavage de cerveau pour servir les forces du mal. Mais quand Andros et les autres rangers seront prisonniers des forces du mal sans plus aucun espoir, le ranger rouge voudra tout seul aller retrouver Zordon pour mettre fin à tout ceci, Andros réussit à rentrer dans le vaisseau d'Astronema. Tandis que les autres rangers sont prêts à se battre et dévoilent leurs véritables identités à la surprise de toute la population, Zordon dit à Andros de briser son tube (même si cela lui en coûtera la vie) pour faire dégager de l'énergie positive pour sauver la galaxie, les méchants comme Rita, Zedd et Divatox sont purifiés, tous les autres sont détruits et réduits en poussières et les rangers deviennent des humains normaux.
Andros arrive avec Karone inconsciente et la dépose sur le sol, elle redevient une humaine à son tour et est heureuse de revoir son frère, car les forces du mal n'existent plus et la paix est revenue sur la terre. Les rangers doivent retourner sur terre. Andros décide de vouloir rester sur Ko-35 pour pouvoir protéger sa planète, alors qu'ils sont sur le point de partir Andros Karone et Zhane décident d'aller sur terre avec eux, cela finit sur le vaisseau qui rentre justement vers la terre.
Cependant, après la défaite de Dark Specter, les terriens vont à Terra Venture. C'est là qu'ils rencontrent les Power Rangers de l'autre galaxie et Alpha 6 avec l'Astro Mégaship qu'Alpha avait gardé pour la suite de cette saison.

## Distribution

### Rangers de l'Espace
| Acteurs                                         | Rôles                                | Rangers                    | Armes                                                 | Pouvoirs    | Véhicules                                                            | Armures               | Zords       |
| ----------------------------------------------- | ------------------------------------ | -------------------------- | ----------------------------------------------------- | ----------- | -------------------------------------------------------------------- | --------------------- | ----------- |
| Christopher Khayman Lee (VF : Alexis Tomassian) | Andros                               | Ranger de l'Espace rouge   | Astro Morpher, Astro Blaster, Spiro Sabre, Battlizer  | Télékinésie | Surf galactique rouge                                                | Ranger rouge Cuirassé | Mega V1     |
| Roger Velasco (VF : Romain Redler)              | Carlos Vallerte                      | Ranger de l'Espace noir    | Astro Morpher, Astro Blaster, Lance lunaire           |             | Surf galactique noir                                                 |                       | Mega V2     |
| Selwyn Ward (VF : Benoît Du Pac)                | Théodore Jay « T.J. » Jarvis Johnson | Ranger de l'Espace bleu    | Astro Morpher, Astro Blaster, Astro Hache             |             | Surf galactique bleu                                                 |                       | Mega V3     |
| Tracy Lynn Cruz (VF : Julie Turin)              | Ashley Hammond                       | Ranger de l'Espace jaune   | Astro Morpher, Astro Blaster, Lance-Pierres stellaire |             | Surf galactique jaune                                                |                       | Mega V4     |
| Patricia Ja Lee (VF : Valérie de Vulpian)       | Cassie Chan                          | Ranger de l'Espace rose    | Astro Morpher, Astro Blaster, Parabole paralysante    |             | Surf galactique rose                                                 |                       | Mega V5     |
| Justin Nimmo (VF : Thierry Bourdon)             | Zhane                                | Ranger de l'Espace argenté | Digimorpher, Super Silverizer                         | Télékinésie | Surf galactique argenté / Moto galactique argentée, Rover galactique |                       | Mega Winger |

### Amis

#### Astro Megaship (Mark I)
L'Astro Megaship est un vaisseau spatial bleu construit par les rebelles de KO-35 et utilisé par les Rangers de l'Espace pour voyager de planète en planète dans leur recherche de Zordon.
- Alpha (Wendee Lee) : Alpha 6 est un assistant robotique créé par le Roi Lexus qui voyage dans l'espace avec les anciens Turbo Rangers. Sa boîte vocale a été endommagée lors de la destruction de la Base Arrière, jusqu'à ce qu'Andros le répare et lui en donne une nouvelle, ce qui change également sa personnalité pour qu'elle soit plus douce et patiente. Alpha 6 est également responsable de convaincre Andros de rejoindre les Power Rangers de la Terre, formant ainsi les Rangers de l'Espace.
- D.E.C.A. (Julie Maddalena) : D.E.C.A. est le superordinateur conscient de l'Astro Megaship.

#### Angel Grove
- Farkus « Bulk » Bulkmeier et Eugène « Skull » Skullovitch (Schrier et Jason Narvy) : Bulk et Skull sont deux citoyens d'Angel Grove qui sont témoins de l'arrivée de la Forteresse noire sur Terre, ce qui les inspire à prouver l'existence d'extraterrestres. Ils s'associent au scientifique paranormal, le Professeur Phenomeus, afin de les aider dans leurs objectifs. Ils font également partie des civils à Angel Grove pendant la conquête de la Terre par Astronema, affirmant qu'ils étaient respectivement le Ranger de l'Espace bleu et le Ranger de l'Espace noir, et ils aident à repousser les Quantrons et les Piranhatrons.
- le professeur Phenomenus (Jack Banning) : Le Professeur Phenomenus est un scientifique extraterrestre qui désire prouver l'existence de la vie extraterrestre et qui engage Bulk et Skull comme ses assistants. Il est également responsable de la création d'expériences dangereuses qu'Astronema a tenté d'utiliser, notamment un liquide explosif et un rayon capable de rendre la technologie maléfique. Il fait partie des civils qui se dressent contre les forces d'Astronema lorsque celle-ci menace de détruire la Terre, et il affirme qu'il était le Ranger de l'Espace rouge.
- Madame Hammond : Madame Hammond est la grand-mère paternelle d'Ashley Hammond, la Ranger de l'Espace jaune, qui lui rend visite pour lui trouver un mari. Elle aide également les Rangers de l'Espace à combattre Termitus en le percutant avec une voiture de police volée.
- Silvy Larson (Juliet Naulin) : Silvy Larson est une jeune fille qui fait chanter Carlos Vallerte, le Ranger de l'Espace noir, en lui demandant de faire des choses pour elle après avoir découvert son identité lorsque Carlos se transforme dans une cabine photo. Elle apprend également l'identité d'Andros en tant que Ranger de l'Espace rouge après avoir été envoyée dans la Ville secrète et elle est responsable de l'activation du Battlizer d'Andros.

#### Surf Spot
Le Surf Spot est un restaurant sur le thème de la plage, possédé et géré par Adelle Ferguson. C'est également le lieu de rencontre des Rangers de l'Espace lorsqu'ils sont sur Terre.
- Adelle Ferguson (Aloma Wright) : Adelle Ferguson est la propriétaire, la gérante et la cuisinière du Surf Spot, un restaurant à thème nautique à Angel Grove que les Rangers de l'Espace fréquentent lorsqu'ils reviennent sur Terre dans leur recherche de Zordon. Elle fait partie des civils qui se dressent contre les forces d'Astronema lorsque celle-ci menace de détruire la Terre, et elle affirme qu'elle était la Ranger de l'Espace rose.

#### NASADA
La NASADA est un centre spatial situé à Angel Grove que les Ex-Turbo Rangers ont utilisé pour voyager dans l'espace pour la première fois.
- le général Norquist (John McGee) : Le général Norquist est le chef du programme spatial, la NASADA, qui fournit aux anciens Turbo Rangers la Mega Navette. Il demande également l'aide des Rangers de l'Espace pour récupérer un disque provenant d'un satellite abattu par Elgar et informe la Terre de l'approche d'un astéroïde qui se dirige vers la collision avec la Terre.

#### KO-35
KO-35 est la planète natale des Karoviens, des êtres semblables aux humains dotés du pouvoir de télékinésie. KO-35 est l'une des nombreuses planètes attaquées par l'Alliance Unie du Mal, forçant ses habitants à évacuer. KO-35 est également la source des pouvoirs des Rangers de l'Espace et la planète d'origine d'Andros, le Ranger de l'Espace rouge, de Zhane, le Ranger de l'Espace argenté, et de Karone, autrefois connue sous le nom d'Astronema, la Reine du Mal.
- le commandant Kinwon et Tykwa (Jack Donner et Lynda Boyd) : Kinwon et Tykwa sont les leaders des rebelles de KO-35 qui rencontrent les Rangers de l'Espace alors qu'ils sont basés sur Centaur B. Après que l'Alliance Unie du Mal découvre leur position, ils sont contraints d'évacuer la planète avec l'aide de Zhane, qui en retour crée le Mega Winger pour qu'il l'utilise au combat. Kinwon et Tykwa sont ensuite vus en train de diriger les rebelles de KO-35 dans leur lutte contre l'Alliance Unie du Mal pendant leur conquête de l'univers et on les voit pour la dernière fois revenir sur KO-35 après la défaite de l'Alliance Unie du Mal.

#### New York
- Tortues Ninja : Les Tortues Ninja sont cinq combattants de tortues mutants et adeptes des arts martiaux qui vivent dans les égouts de la ville de New York. Ils sont soumis à un lavage de cerveau par Astronema et trompent les Rangers de l'Espace pour qu'ils les laissent monter à bord de l'Astro Megaship afin de s'en emparer au profit d'Astronema. Ils retrouvent leur état d'origine après avoir été exposés à un champ magnétique polarisé inversé et s'allient aux Rangers de l'Espace pour combattre Astronema et une armée de Quantrons.
  - Léonardo (Michael Reisz) : Léonardo est le chef de l'équipe des Tortues Ninja.
  - Raphaël (Derek Stephen Prince) : Raphaël est membre de l'équipe des Tortues Ninja.
  - Donatello (Ezra Weisz) : Donatello est un membre des Tortues Ninja.
  - Michaelangelo (Tony Oliver) : Michaelangelo est un membre de l'équipe des Tortues Ninja.
  - Vénus de Milo (Tifanie Christun) : Vénus de Milo, de son vrai nom Mei Pieh Chi, est un membre des Tortues Ninja.

#### Tirna
Tirna est une planète jungle et le foyer d'extraterrestres semblables à des poissons-lanternes, en particulier un jeune extraterrestre nommé Seymour, que Andros, le Ranger de l'Espace rouge, se lie d'amitié et Jakarak, qui a asservi Seymour.
- Seymour (R. Martin Klein) : Seymour est un jeune alien ressemblant à un poisson-pêcheur que Andros, le Ranger de l'Espace rouge, se lie d'amitié avec lors d'une recherche routinière de Zordon qui le mène sur Tirna. Il grandit rapidement pour prendre sa forme adulte et il est révélé qu'il est le serviteur de l'alien Jakarak, qui s'est associé à Astronema pour détruire les Rangers de l'Espace. Après que Jakarak est détruit, Seymour retourne sur sa planète natale pour vivre avec une femelle de la même espèce.

#### Rétro Rangers
| Acteurs                               | Rôles          | Rangers           | Armes                       | Véhicules     |
| ------------------------------------- | -------------- | ----------------- | --------------------------- | ------------- |
| Blake Foster (VF : Sophie Arthuys)    | Justin Stewart | Turbo Ranger bleu | Turbo Morpher, Auto Blaster | Storm Blaster |
| Johnny Yong Bosch (VF : Lionel Melet) | Adam Park      | Ranger noir       | Transmutateur               |               |

- Justin Stewart (Blake Foster) : Justin Stewart est l'ancien Turbo Ranger bleu à qui Storm Blaster redonne ses pouvoirs pour sauver les Rangers de l'Espace après qu'ils ont été capturés par l'un des monstres d'Astronema. Il fait également équipe avec les Rangers de l'Espace pour sauver Lightning Cruiser de l'armée de Divatox.
- Adam Park (Johnny Yong Bosch) : Adam Park est le prédécesseur de Carlos Vallerte et vient à son aide pour s'entraîner avec lui après avoir vu sa confiance diminuer après avoir blessé Cassie lors d'un combat contre un monstre. Il risque sa vie en utilisant son Transmutateur cassé pour se transformer en Ranger noir et aider lors d'un combat contre un monstre.

#### Alliance du Bien
- Zordon (Bob Manahan) : Zordon est un sage avisé d'Eltar qui a été capturé par l'Alliance Unie du Mal après leur conquête d'Eltar. Zordon passe la majeure partie de la série à être transporté d'une planète à l'autre pour empêcher les Rangers de l'Espace de le retrouver. Pendant la conquête de l'univers par l'Alliance Unie du Mal, Andros détruit son tube d'énergie à sa demande, ce qui déclenche une onde d'énergie détruisant l'Alliance Unie du Mal.

| Acteurs    | Rôles | Rangers        |
| ---------- | ----- | -------------- |
| Ali Afshar | —     | Ranger fantôme |

- Ranger fantôme  (Ali Afshar) : Le Ranger fantôme est un être mystérieux qui tente de rechercher Zordon et réussit presque lorsque Divatox le transporte vers une autre planète. Il échoue à sauver Zordon, mais il donne aux Rangers de l'Espace le Delta Megaship et continue sa recherche de Zordon. Plus tard, on le voit défendre sa planète natale avec le Centurion bleu pendant la conquête de l'univers par l'Alliance Unie du Mal.

| Acteurs                                     | Rôles              | Rangers     |
| ------------------------------------------- | ------------------ | ----------- |
| Ted DiFilippo, Tom DiFilippo, Tim DiFilippo | Trifos de Triforia | Ranger doré |

| Acteurs     | Rôles          | Rangers        |
| ----------- | -------------- | -------------- |
| David Walsh | Centurion bleu | Centurion bleu |

##### Alien Rangers
| Acteurs       | Rôles    | Rangers            |
| ------------- | -------- | ------------------ |
| David Bacon   | Aurico   | Alien Ranger rouge |
| Rajia Baroudi | Delphine | Alien Ranger blanc |
| Karim Prince  | Cestro   | Alien Ranger bleu  |
| Jim Gray      | Tideus   | Alien Ranger jaune |
| Alan Palmer   | Corcus   | Alien Ranger noir  |

### Ennemis

#### Forteresse noire
La Forteresse noire est un vaisseau spatial donné à Astronema par Dark Specter pour l'utiliser comme base d'opérations pendant qu'elle combattait les Rangers de l'Espace. La Forteresse noire est vue pour la dernière fois utilisée par Andros, le Ranger de l'Espace rouge, pour atterrir sur Terre après avoir détruit Zordon.
- Dark Specter (Christopher Cho) : Dark Specter est une créature géante semblable à de la lave et ressemblant à Maligore qui s'autoproclame Monarque du Mal. Il réussit à former une alliance avec diverses factions maléfiques, connues sous le nom d'Alliance Unie du Mal. Il conquiert avec succès Eltar et capture Zordon, où il tente de le détruire définitivement en drainant son pouvoir avec de la lave. Lorsque le Ranger de l'Espace rouge s'introduit dans sa conférence de l'Alliance Unie du Mal, il assigne Astronema, la Princesse du Mal, pour attaquer la Terre et empêcher les Rangers de l'Espace de retrouver Zordon. Lorsqu'Astronema découvre sa véritable identité en tant que Karone, il ordonne à Darkonda de la capturer à nouveau et de la retransformer en Astronema avec des implants cybernétiques. Cependant, cela fonctionne trop bien, car Astronema tente de le détruire en connectant les Psycho Rangers à sa force vitale, mais ils sont détruits avant que sa force vitale ne soit complètement épuisée. Dark Specter finit par ordonner à toutes les factions de méchants sous son commandement d'attaquer l'univers. Sa victoire est de courte durée, cependant, lorsqu'il est détruit par Darkonda qui lui tire une super torpille, (assez puissante pour détruire une planète comme la Terre), ce qui le fait imploser.
- Astronema / Karone (Melody Perkins) : Astronema est une Karovienne qui était autrefois connue sous le nom de Karone et qui a été kidnappée à un jeune âge par le chasseur de primes Darkonda. Elle a été élevée par Ecliptor pour devenir une guerrière maléfique et rusée. Elle se voit attribuer le titre de Princesse du Mal par Dark Specter et a pour mission d'empêcher les Rangers de l'Espace de retrouver Zordon. Elle attaque la Terre avec son armée de monstres loyaux. Lors d'une altercation avec le Ranger de l'Espace rouge, elle perd son médaillon précieux, ce qui révèle à Andros qu'elle est sa sœur perdue depuis longtemps, Karone. Après une certaine introspection et des doutes, Astronema décide de passer du côté du bien jusqu'à ce qu'elle soit volontaire pour se faufiler sur la Forteresse noire afin d'arrêter un astéroïde qui menace de détruire la Terre. Cependant, elle est capturée par un Ecliptor reprogrammé et est elle-même transformée en cyborg, devenant une version plus maléfique d'Astronema. Elle prouve ensuite sa nature encore plus maléfique en révélant qu'elle a l'intention de renverser Dark Specter en connectant ses Psycho Rangers à sa force vitale, l'épuisant lentement jusqu'à ce qu'ils soient détruits par les Rangers de l'Espace, ce qui la rendra folle de rage. Elle tente ensuite d'agrandir son armée en capturant des humains et en les piégeant dans des cartes de données dans sa Ville secrète, cela échouera également mais Astronema récupèrera les Psycho Rangers transformés en cartes de données par les Rangers. Astronema finira par diriger la Conquête Universelle de l'Alliance Unie du Mal, et deviendra la Reine du Mal après la destruction de Dark Specter par Darkonda. Cependant, cela ne dure pas longtemps, car elle est tuée lors d'une altercation avec son frère, le Ranger de l'Espace rouge, lorsqu'il s'introduit dans la Forteresse noire pour sauver Zordon. Elle est cependant ressuscitée grâce à sa purification par l'Onde-Z de Zordon. Elle devient le power rangers rose dans les power rangers l'autre galaxie.
- Ecliptor (Lex Lang) : Ecliptor est un guerrier fort et rusé à qui Darkonda a confié Karone lorsqu'elle était enfant, pour l'élever en une guerrière maléfique et féroce, en la renommant Astronema, la Princesse du Mal. Lorsqu'Astronema se voit confier la tâche d'empêcher les Rangers de l'Espace de retrouver Zordon, Ecliptor devient son second, dirigeant des attaques sur Terre ou combattant les Rangers de l'Espace. Lorsque Darkonda arrive à la Forteresse noire pour offrir ses services à Astronema, il se retrouve en rivalité avec lui, essayant de l'empoisonner, mais cela échoue car il possède de nombreuses vies. Lorsqu'il est révélé qu'Astronema est Karone, Ecliptor refuse de lui faire du mal en raison de l'affection qu'il éprouve pour elle, il l'aidera ainsi que les Rangers à s'enfuir en détruisant Darkonda, lui faisant perdre sa cinquième vie et en retenant les Piranhatrons qui les attaquaient. Mais Darkonda utilise ses Quantrons pour le capturer et lui donne des implants cybernétiques, effaçant toute sympathie qu'il avait autrefois. Ecliptor reste cependant un guerrier loyal envers Astronema, se rangeant à ses côtés lorsqu'il apprend qu'elle prévoit de renverser Dark Specter. Ecliptor acquiert une puissance immense lorsqu'il pirate le système informatique de l'Astro Megaship et détruit avec succès le Delta Megaship. Cependant, il perd cette amélioration de puissance et retrouve son état précédent lorsqu'il est vaincu au combat par les Rangers de l'Espace. Pendant la Conquête Universelle de l'Alliance Unie du Mal, Astronema est tuée par son frère lorsqu'il tente de sauver Zordon, ce qui brise les effets de ses implants cybernétiques. Ecliptor montre alors de la tristesse pour la perte de sa fille adoptive et jure de détruire le Ranger de l'Espace rouge. Cependant, cela échoue et il est le premier à être détruit par l'Onde-Z de Zordon.
- Darkonda (Steve Kramer) : Darkonda est un chasseur de primes traître qui a kidnappé Karone lorsqu'elle était enfant et l'a confiée à Ecliptor pour en faire Astronema. Il se présente plus tard à la Forteresse noire pour offrir ses services à Astronema, lançant des Barillian Bugs sur les Rangers de l'Espace lors de sa première tentative de les détruire. Il trahit ensuite Ecliptor lorsqu'ils sont obligés de travailler ensemble et fusionne de force avec lui pour devenir Darkliptor pendant un court laps de temps. Ecliptor se venge en lui donnant un poison déguisé en potion de super force, ce qui le mute et le fait grandir pour combattre les Rangers de l'Espace. Il inflige une bonne correction aux Rangers de l'Espace jusqu'à ce qu'ils le détruisent avec le Mega Voyager. Cependant, il est révélé qu'il possède plusieurs vies et revient avec une armée de Crocotoxes pour empoisonner l'approvisionnement en eau de la Terre. Lorsque les Rangers de l'Espace se rendent sur Centaur B, il est révélé que Darkonda s'est infiltré d'une manière ou d'une autre parmi les Rebelles de KO-35 en se faisant passer pour un général nommé Yatru, mais il est découvert après que les Rangers de l'Espace entrent en contact avec eux et exposent ses plans de les transformer en corail. Après qu'Astronema découvre sa véritable identité et passe du côté du bien, Darkonda prend temporairement le commandement de la Forteresse noire jusqu'à ce qu'il retransforme Karone en Astronema en lui donnant des implants cybernétiques, il fait de même avec Ecliptor. Il est ensuite jeté hors de la Forteresse noire par la nouvelle Astronema jusqu'à la Conquête Universelle de l'Alliance Unie du Mal, où il tente de détruire Dark Specter avec une super torpille censée être utilisée pour détruire la Terre. Il réussit, mais il est lui-même détruit lorsque Dark Specter le dévore avant d'exploser.
- Elgar (Derek Stephen Prince) : Elgar est le neveu de la pirate de l'espace Divatox, assigné à la force d'Astronema en raison de sa connaissance de la Terre. Cependant, Elgar cause plus de tort que de bien, échouant constamment dans toutes les missions qui lui sont confiées par Astronema. Elgar est plus tard affecté à l'armée qui attaque la Terre lors de la Conquête Universelle de l'Alliance Unie du Mal, mais il est détruit par l'Onde-Z de Zordon.
- Quantrons : Les Quantrons sont des guerriers métalliques utilisés par Astronema et l'Alliance Unie du Mal comme soldats de base.
- Motos de Combat : Les Motos de Combat sont utilisés comme véhicules d'attaque aérienne par l'Alliance Unie du Mal.

#### Psycho Rangers
- Psycho rouge (Patrick David) : Psycho rouge est le contrepartie maléfique du Ranger de l'Espace rouge, créé par Astronema après avoir reçu des implants cybernétiques. Psycho rouge est le plus impulsif du groupe, désirant détruire le Ranger de l'Espace rouge, même au mépris des ordres d'Astronema. Après que Psycho rose et Psycho bleu ont été détruits, il s'allie avec Psycho noir et Psycho jaune pour détruire les Rangers de l'Espace lorsqu'ils sont au plus faible, en se déguisant en humain pour explorer Angel Grove jusqu'à ce que les Rangers de l'Espace découvrent leur plan. Ensuite, il se transforme en une forme monstrueuse inspirée du feu, grandit et capture avec succès le Mega Voyager, qu'il utilise pour attirer les Rangers de l'Espace dans un piège où il affronte personnellement le Ranger de l'Espace rouge. Après une altercation avec Ecliptor et que le Ranger rouge lui ait échappé une nouvelle fois, il devient complètement fou et fait un bref lavage de cerveau à Pycho noir et Psycho jaune puis il s'associe à ses camarades Psycho Rangers dans leurs formes de monstres pour submerger les Rangers de l'Espace, mais il est détruit par une puissante explosion de l'Astro Delta Megazord, du Mega Winger et du Mega Voyager. Son esprit persiste dans le monde en raison de son désir de détruire le Ranger de l'Espace rouge jusqu'à ce qu'il puisse devenir corporel après que son esprit entre dans une machine utilisée par Astronema dans la Ville secrète. Il tente alors de détruire le Ranger de l'Espace rouge, se transformant en sa forme de monstre jusqu'à ce qu'il soit trompé et transformé en une carte de données. Sa carte de données est probablement perdue lors de la destruction de la Ville secrète, mais on la voit ensuite en possession d'Astronema.
- Psycho noir (Michael Maize) : Psycho noir est le contrepartie maléfique du Ranger de l'Espace noir, créé par Astronema après avoir reçu des implants cybernétiques. Psycho noir est le plus prudent des Psycho Rangers, questionnant Psycho rouge sur sa désobéissance aux ordres d'Astronema. Après que Psycho rose et Psycho bleu ont été détruits, il s'allie avec Psycho rouge et Psycho jaune pour détruire les Rangers de l'Espace lorsqu'ils sont au plus faible, en se déguisant en humain pour explorer Angel Grove jusqu'à ce que les Rangers de l'Espace découvrent leur plan. Il se transforme ensuite en une forme monstrueuse inspirée de la roche, grandit et capture avec succès le Mega Voyager, qu'il utilise pour attirer les Rangers de l'Espace dans un piège où il affronte le Delta Megazord et le Mega Winger. Il s'associe ensuite à ses camarades Psycho Rangers dans leurs formes de monstres pour submerger les Rangers de l'Espace, mais il est détruit par une puissante explosion de l'Astro Delta Megazord, du Mega Winger et du Mega Voyager. Son esprit persiste dans le monde en raison de son désir de détruire le Ranger de l'Espace noir jusqu'à ce qu'il puisse devenir corporel après que son esprit entre dans une machine utilisée par Astronema dans la Ville secrète. Il tente alors de détruire le Ranger de l'Espace noir, se transformant en sa forme de monstre jusqu'à ce qu'il soit trompé et transformé en une carte de données. Sa carte de données est probablement perdue lors de la destruction de la Ville secrète, mais on la voit ensuite en possession d'Astronema.
- Psycho bleu (Wally Wingert) : Psycho bleu est le contrepartie maléfique du Ranger de l'Espace bleu, créé par Astronema après avoir reçu des implants cybernétiques. Psycho bleu est victime d'un plan concocté par le Ranger de l'Espace bleu où il est trompé en croyant qu'il existe plusieurs Rangers de l'Espace bleus et un Psycho argenté, ce qui le pousse à essayer de les détruire tous et à ordonner à ses camarades Psycho Rangers rouge et noir de quitter le combat. Il combat ensuite tous les Rangers de l'Espace personnellement avant d'être vaincu par une attaque combinée du Ranger de l'Espace bleu et du Ranger de l'Espace argenté. Il grandit en géant grâce aux Satellasers, se transformant en une forme de monstre de glace qui tente de geler le Mega Voyager. Cependant, il est lui-même détruit lorsque le Mega Voyager parvient à faire fondre la glace et à le frapper avec l'Attaque Missile V3. Son esprit persiste dans le monde en raison de son désir de détruire le Ranger de l'Espace bleu jusqu'à ce qu'il puisse devenir corporel après que son esprit entre dans une machine utilisée par Astronema dans la Ville secrète. Il tente alors de détruire le Ranger de l'Espace bleu, se transformant en sa forme de monstre jusqu'à ce qu'il soit trompé et transformé en une carte de données. Sa carte de données est probablement perdue lors de la destruction de la Ville secrète, mais on la voit ensuite en possession d'Astronema.
- Psycho jaune (Kamera Walton) : Psycho jaune est la contrepartie maléfique de la Ranger de l'Espace jaune, créée par Astronema après avoir reçu des implants cybernétiques. Psycho jaune est déterminée à détruire le Ranger de l'Espace jaune, trahissant Psycho rose pour capturer la Ranger de l'Espace jaune, ce qui entraîne inévitablement sa destruction. Après que Psycho rose et Psycho bleu ont été détruits, elle s'allie avec Psycho rouge et Psycho noir pour détruire les Rangers de l'Espace lorsqu'ils sont au plus faible, en se déguisant en humain pour explorer Angel Grove jusqu'à ce que les Rangers de l'Espace découvrent leur plan. Elle se transforme ensuite en une forme monstrueuse inspirée de la foudre, grandit et capture avec succès le Mega Voyager, téléchargeant son esprit dans son ordinateur pour prendre le contrôle et combattre le Delta Megazord et le Mega Winger. Après avoir été expulsée du Mega Voyager, elle s'associe à ses camarades Psycho Rangers dans leurs formes de monstres pour submerger les Rangers de l'Espace, mais elle est détruite par une puissante explosion de l'Astro Delta Megazord, du Mega Winger et du Mega Voyager. Son esprit persiste dans le monde en raison de son désir de détruire la Ranger de l'Espace jaune jusqu'à ce qu'elle puisse devenir corporelle après que son esprit entre dans une machine utilisée par Astronema dans la Ville secrète. Elle tente alors de détruire la Ranger de l'Espace jaune, se transformant en sa forme de monstre jusqu'à ce qu'elle soit trompée et transformée en une carte de données. Sa carte de données est probablement perdue lors de la destruction de la Ville secrète, mais on la voit ensuite en possession d'Astronema.
- Psycho rose (Vicki Davis) : Psycho rose est la contrepartie maléfique du Ranger de l'Espace rose, créée par Astronema après avoir reçu des implants cybernétiques. Elle est la première à affronter les Rangers de l'Espace seule, s'alliant à Psycho jaune pour capturer la Ranger de l'Espace rose, mais elle est trahie après avoir capturé la Ranger de l'Espace jaune. Elle tente alors de combattre Psycho jaune, son bouclier énergétique étant compromis par cette dernière, la rendant assez faible pour être vaincue par une attaque combinée du Ranger de l'Espace jaune et du Ranger de l'Espace rose. Elle grandit en géante et prend une forme de monstre inspirée des fleurs, utilisant ses vignes pour voler le blaster du Mega Winger, mais elle est détruite par l'Attaque Missile V3 du Mega Voyager. Son esprit persiste dans le monde en raison de son désir de détruire la Ranger de l'Espace rose jusqu'à ce qu'elle puisse devenir corporelle après que son esprit entre dans une machine utilisée par Astronema dans la Ville secrète. Elle tente alors de détruire la Ranger de l'Espace rose, se transformant en sa forme de monstre jusqu'à ce qu'elle soit trompée et transformée en une carte de données. Sa carte de données est probablement perdue lors de la destruction de la Ville secrète, mais on la voit ensuite en possession d'Astronema.

## Armes
- Astro Morphers ◆◆◆◆◆ : Les Astro Morphers sont les outils nécessaires pour se métamorphoser en Rangers de l'Espace.
- Digimorpher : Le Digimorpher est l'outil nécessaire pour se métamorphoser en Ranger de l'Espace argenté.
- Communicateurs ◆◆◆◆◆ : Les communicateurs permettent aux Rangers de l'Espace de rester en contact entre eux et avec l'Astro Megaship. C'est grâce à ces petits engins qu'ils peuvent se téléporter.
- Astro Blasters ◆◆◆◆◆ : Les Astro Blasters sont des armes de type pistolet utilisées par les Rangers de l'Espace.
- Spiro Sabre : Le Spiro Sabre est l'arme personnelle du Ranger de l'Espace rouge, ressemblant à une perceuse. 
  - Spiro Sabre Mode Booster : Le Spiro Sabre Mode Booster est une combinaison du Spiro Sabre et de l'Astro Blaster qui confère au Ranger de l'Espace rouge une puissance de tir renforcée.

- Quadroblaster  ◆◆◆◆ : Le Quadroblaster est une arme de type pistolet formée lorsque les Rangers de l'Espace combinent leurs armes.
  - Lance lunaire : La Lance lunaire est l'arme personnelle du Ranger de l'Espace noir, ressemblant à une lance. La Lance Lunaire peut être combinée avec son Astro Blaster pour augmenter sa puissance de tir.
  - Astro Hache : L'Astro Hche est l'arme personnelle du Ranger de l'Espace bleu, ressemblant à une hache. L'Astro Hache peut être combinée avec son Astro Blaster pour augmenter sa puissance de tir.
  - Lance-pierres stellaire : Le Lance-pierre stellaire est l'arme personnelle du Ranger de l'Espace jaune, ressemblant à une fronde. Le Lance-Pierre Stellaire peut être combiné avec son Astro Blaster pour augmenter sa puissance de tir.
  - Parabole paralysante : La Parabole Paralysante est l'arme personnelle de la Ranger de l'Espace rose, ressemblant à un satellite. La Parabole Paralysante peut être combinée avec son Astro Blaster pour augmenter sa puissance de tir.

- Super Silverizer : Le Super Silverizer est l'arme personnelle du Ranger de l'Espace argenté, ressemblant à une lame/pistolet.

- Télékinésie ◆◆ : Les humains nés sur la planète KO-35, comme Andros et Zhane, disposent de pouvoirs de télékinésie, leur permettant de déplacer des objets à distance.
- Battlizer : Le Battlizer est l'outil nécessaire pour contrôler le Delta Megaship ainsi que pour permettre au Ranger de l'Espace rouge de se transformer en Ranger rouge Cuirassé.
  - Ranger rouge Cuirassé : Le Ranger rouge Cuirassé est une puissante armure qui est activée par le Ranger de l'Espace rouge lorsqu'il appuie sur le numéro trois du Battlizer.

- Surf galactiques ◆◆◆◆◆◆ : Pour un voyage souple et rapide dans le cosmos, les Rangers utilisent les Surfs galactiques.
  - Surf galactique rouge : Le Surf galactique rouge est un véhicule rouge semblable à une planche de surf volante qui est piloté par le Ranger de l'Espace rouge.
  - Surf galactique noir : Le Surf galactique noir est un véhicule noir semblable à une planche de surf volante qui est piloté par le Ranger de l'Espace noir.
  - Surf galactique bleu : Le Surf galactique bleu est un véhicule bleu semblable à une planche de surf volante qui est piloté par le Ranger de l'Espace bleu.
  - Surf galactique jaune : Le Surf galactique jaune est un véhicule jaune semblable à une planche de surf volante qui est pilotée par le Ranger de l'Espace jaune.
  - Surf galactique rose : Le Surf galactique rose est un véhicule rose semblable à une planche de surf volante qui est pilotée par le Ranger de l'Espace rose.
  - Surf galactique argenté / Moto galactique argentée : Le Surf galactique argenté est un véhicule argenté semblable à une planche de surf volante qui est piloté par le Ranger de l'Espace argenté. Le Surf galactique argenté peut également se transformer en un véhicule semblable à une moto appelé Moto galactique argentée.

- Mega Tank : Le Mega Tank est un véhicule de type char utilisé par les Rangers de l'Espace lorsqu'ils se déplacent sur un terrain accidenté.
- Rover galactique : Le Rover galactique est un véhicule de type buggy des dunes piloté par le Ranger de l'Espace argenté.

## Zords

### Astro Megaship
- Navette spatiale : La Navette spatiale est une navette spatiale de la NASADA utilisée par les Turbo Rangers pour se rendre sur Eltar. Par la suite, la Navette Spatiale s'est amarrée à l'intérieur de l'Astro Megaship et est utilisée comme composant de l'Astro Megazord.
- Astro Megaship (Mark I) : L'Astro Megaship est un vaisseau Karovien utilisé par les Rangers de l'Espace pour voyager dans l'espace. Il sert également de base d'opérations pour eux.

### Delta Megaship
- Delta Megaship : Le Delta Megaship est un vaisseau spatial jaune et noir donné à Andros par le Ranger fantôme après que les Rangers de l'Espace l'aient trouvé blessé alors qu'ils étaient à la recherche de Zordon.

### Mega Véhicules
- Mega V1 : Le Mega V1 est un Zord semblable à un astronaute qui est piloté par le Ranger de l'Espace rouge après avoir découvert son emplacement grâce à des cartes-clés appartenant initialement à Zordon.
- Mega V2 : Mega V2 est un zord en forme de navette spatiale qui est piloté par le Ranger de l'Espace noir après avoir découvert son emplacement grâce à des cartes-clés appartenant initialement à Zordon.
- Mega V3 : Le Mega V3 est un Zord en forme de fusée qui est piloté par le Ranger de l'Espace bleu après avoir découvert son emplacement grâce à des cartes-clés appartenant initialement à Zordon.
- Mega V4 : Le Mega V4 est un Zord en forme d'OVNI qui est piloté par la Ranger de l'Espace jaune après avoir découvert son emplacement grâce à des cartes-clés appartenant initialement à Zordon.
- Mega V5 : Le Mega V5 est un Zord en forme de rover lunaire qui est piloté par la Ranger de l'Espace rose après avoir découvert son emplacement grâce à des cartes-clés appartenant initialement à Zordon.

### Mega Winger
- Mega Winger : Le Mega Winger est un zord en forme de vaisseau spatial créé par les rebelles de KO-35 pour que le Ranger Spatial Argent puisse l'utiliser lors des batailles géantes. Le Mega Winger peut également se transformer en une forme humanoïde.

## Megazords
- Astro Megazord ✶✶ : L'Astro Megaship peut se combiner avec la Navette Spatiale pour former l'Astro Megazord.
- Delta Megazord ✶ : Le Delta Megaship peut se transformer en une forme humanoïde connue sous le nom de Delta Megazord.
- Astro Delta Megazord ✶✶✶ : L'Astro Megazord et le Delta Megazord peuvent se combiner pour former l'Astro Delta Megazord.
- Mega Voyager ◆◆◆◆◆ : Les Mega Véhicules peuvent se combiner les uns avec les autres pour former le Mega Voyager.
- Mega Voyager Ailé : ◆◆◆◆◆◆ : Le Mega Voyager peut utiliser les ailes du Mega Winger pour combattre les ennemis dans les airs.

## Épisodes de la sixième saison (1998)
| No de production | No d'épisode | Titre français                                   | Titre original                    | Première diffusion ( Irlande) |
| ---------------- | ------------ | ------------------------------------------------ | --------------------------------- | ----------------------------- |
| 251              | 01           | Le Vaisseau qui venait de nulle part, 1re partie | From Out of Nowhere, Part I       | 3 janvier 1998                |
| 252              | 02           | Le Vaisseau qui venait de nulle part, 2e partie  | From Out of Nowhere, Part II      | 3 janvier 1998                |
| 253              | 03           | Vaisseau en péril                                | Save Our Ship                     | 21 février 1998               |
| 254              | 04           | Des tortues dans l’espace                        | Shell Shocked                     | 21 février 1998               |
| 255              | 05           | La Quête incessante                              | Never Stop Searching              | 21 février 1998               |
| 256              | 06           | Opération Satellite                              | Satellite Search                  | 25 avril 1998                 |
| 257              | 07           | Un Ranger chez les voleurs                       | A Ranger Among Thieves            | 25 avril 1998                 |
| 258              | 08           | Gratte-ciel en perdition                         | When Push Comes to Shove          | 12 septembre 1998             |
| 259              | 09           | L’Invasion des Craterites                        | Craterite Invasion                | 12 septembre 1998             |
| 260              | 10           | Un monstre qui a du cœur                         | The Wasp with a Heart             | 9 mai 1998                    |
| 261              | 11           | La Découverte du Delta                           | The Delta Discovery               | 9 mai 1998                    |
| 262              | 12           | Le Grand Diabolisor                              | The Great Evilyzer                | 9 mai 1998                    |
| 263              | 13           | Les Maris de grand-mère                          | Grandma Matchmaker                | 9 mai 1998                    |
| 264              | 14           | Piqûre mortelle                                  | The Barillian Sting               | 9 mai 1998                    |
| 265              | 15           | Perte d’identité                                 | TJ's Identity Crisis              | 14 novembre 1998              |
| 266              | 16           | Kidnapping                                       | Flashes of Darkonda               | 14 novembre 1998              |
| 267              | 17           | Le Méga-voyage                                   | The Rangers' Mega Voyage          | 14 novembre 1998              |
| 268              | 18           | Tout sur le bleu                                 | True Blue to the Rescue           | 14 novembre 1998              |
| 269              | 19           | La Transformation                                | Invasion of the Body Switcher     | 14 novembre 1998              |
| 270              | 20           | Le Retour de Zhane                               | Survival of the Silver            | 14 novembre 1998              |
| 271              | 21           | Fou de jalousie                                  | Red with Envy                     | 19 septembre 1998             |
| 272              | 22           | La Méprise                                       | The Silver Secret                 | 19 septembre 1998             |
| 273              | 23           | Rendez-vous dangereux avec les Rangers           | A Date with Danger                | 19 septembre 1998             |
| 274              | 24           | Le Destin de Zhane                               | Zhane's Destiny                   | 19 septembre 1998             |
| 275              | 25           | Les Risques du métier                            | Always a Chance                   | 19 septembre 1998             |
| 276              | 26           | Le Médaillon                                     | The Secret of the Locket          | 19 septembre 1998             |
| 277              | 27           | Entre le bien ou le mal                          | Astronema Thinks Twice            | 19 septembre 1998             |
| 278              | 28           | Question de confiance                            | The Rangers' Leap of Faith        | 17 octobre 1998               |
| 279              | 29           | La Revanche de Dark Specter, 1re partie          | Dark Specter's Revenge, Part I    | 17 octobre 1998               |
| 280              | 30           | La Revanche de Dark Specter, 2e partie           | Dark Specter's Revenge, Part II   | 17 octobre 1998               |
| 281              | 31           | Concurrence déloyale                             | Rangers Gone Psycho               | 17 octobre 1998               |
| 282              | 32           | Carlos joue les grands frères                    | Carlos on Call                    | 17 octobre 1998               |
| 283              | 33           | Brouille chez les Rangers                        | A Rift in the Rangers             | 17 octobre 1998               |
| 284              | 34           | Cinq semblables                                  | Five of a Kind                    | 17 octobre 1998               |
| 285              | 35           | Le silence est d’or                              | Silence is Golden                 | 17 octobre 1998               |
| 286              | 36           | Les Power Rangers voient rouge                   | The Enemy Within                  | 28 novembre 1998              |
| 287              | 37           | Un ami encombrant                                | Andros and the Stowaway           | 28 novembre 1998              |
| 288              | 38           | La Ville secrète                                 | Mission to Secret City            | 28 novembre 1998              |
| 289              | 39           | Le Retour des Psychos Rangers                    | Ghosts in the Machine             | 28 novembre 1998              |
| 290              | 40           | Le Grand Filet vert                              | The Impenetrable Web              | 21 novembre 1998              |
| 291              | 41           | Le Désert de la mort                             | A Line in the Sand                | 21 novembre 1998              |
| 292              | 42           | Destruction totale, 1re partie                   | Countdown to Destruction, Part I  | 7 novembre 1998               |
| 293              | 43           | Destruction totale, 2e partie                    | Countdown to Destruction, Part II | 7 novembre 1998               |